# 久保田裕之
久保田 裕之（くぼた ひろゆき、1981年5月17日 - ）は、日本のファッションモデル、俳優。埼玉県出身。ビーナチュラル、トップコートを経て、インディゴ所属。

## 来歴
大学在学中に『MEN'S NON-NO』の専属モデルオーディションに応募し不合格となるが、編集部からモデル事務所を紹介してもらい19歳の時にモデルデビュー。当時は日韓交流が盛んな時期で韓国での仕事が多かったが、次第に日本でも活動するようになる。
『MEN'S NON-NO』や『POPEYE』などの雑誌でモデルとして活動した後、26歳から3年間、久保田将至という芸名で俳優に転身。
2010年1月9日公開の初主演映画『真幸（まさき）くあらば』の公開を以て役者業を“引退”すると公表し、現在の事務所に所属しモデル活動を再開。以降は『OCEANS』、『Gainer』『UOMO』といった男性ファッション誌のモデルとして活躍している。

## 人物
- 東京造形大学美術油絵学科卒業。美術の教員免許を持っている[8]。
- 2011年5月28日に結婚式を挙げた事を自身のブログにて発表した。妻の仁美もモデルとして活動しており、3人の男児の父である（次男三男は双子）[3][7]。
- 2022年10月27日『プレバト!!』に出演したいが為に、番組に手紙で直訴したら、出演することになった。色鉛筆の査定は2位であったが三上詩絵から「特待生でもいける」という結果になった[9]。2023年7月20日の同番組の色鉛筆「名人・特待生一斉査定」において、お題「かき氷」で3ランク昇格し名人初段に到達した[10]。
- 同じ事務所に所属する加藤章太郎、TARO、直樹とともに撮影の合間にダンスをする動画を自身のInstagramに上げたところ反響が大きく、その延長で「おじフェス（仮）」というユニットを組み、イベントに呼ばれるなど人気を博している[11]。

## 出演

### 映画
- 妖怪奇談（2007年1月13日）
- コードネームSPARE（2007年）
- ラストゲーム 最後の早慶戦（2008年8月23日） - 戸田栄一 役
- 真幸（まさき）くあらば（2010年1月9日） - 主演・南木野淳 役

### ドラマ
- CAとお呼びっ! 第2話（2006年7月12日、日本テレビ）
- イヌゴエ 第4話（2006年11月23日、テレビ神奈川） - 主演・高尾ケン 役
- ハリ系（2007年10月13日 - 12月29日、日本テレビ） - 黒川祐也 役
- ブラッディ・マンデイ（2008年10月11日 - 12月20日、TBS） - 工藤明 役
- キイナ〜不可能犯罪捜査官〜 第1話（2009年1月21日、フジテレビ） - パイロット 役

### バラエティ
- プレバト!!（不定期出演、MBS・TBS） - 色鉛筆・名人初段、水彩画・名人初段

### 携帯ドラマ
- Sweet Room TRIANGLE（2009年、BeeTV）
- L et M わたしがあなたを愛する理由、そのほかの物語（2012年、BeeTV）

### CM
- キリン「氷結」
- パナソニック「VIERA」
- ジョンソン・エンド・ジョンソン「ワンデー アキュビュー」
- LG Fashion（韓国）
- S-Fone（ベトナム）
- Schick かみそり
- ロート製薬「アルガードクリアブロック」

### PV
- Tony an（韓国）

## モデルとしての活動

### 雑誌
- MEN'S NON-NO
- King
- smart
- smart MAX
- POPEYE
- VOGUE
- Men's JOKER
- MEN'S VOI
- MADURO

### 写真集
- レスリー・キー「Super Stars」

### 広告
- Mac-House